# Aeroporto di Kahili
L'aeroporto di Kahili, o anche Aeroporto di Buin, conosciuto dai giapponesi come "Base aerea di Buin" fu un aeroporto militare giapponese, operativo durante la seconda guerra mondiale, sito nei pressi di Buin, all'estremità meridionale dell'isola di Bougainville, nella Papua Nuova Guinea.

## Storia
L'aeroporto fu costruito nel novembre 1942 dal Servizio aeronautico della Marina Imperiale Giapponese. Esso venne attaccato più volte dall'aviazione Alleata a partire dal 1943. Particolarmente significativo fu l'attacco portato dallo Squadrone dell'aviazione dei marines detto Black Sheep, al comando del maggiore Gregory Pappy Boyington il 17 ottobre 1943. Con 24 aerei da caccia Corsair F4U lo squadrone sfidò il nemico, forte di 60 velivoli a terra, al combattimento: il risultato fu di 20 caccia giapponesi abbattuti e nessuna perdita fra gli attaccanti statunitensi. Questa impresa valse al maggiore Boyington la Medal of Honor, massima onorificenza di guerra statunitense. L'aeroporto, il cui potenziale bellico venne successivamente distrutto dagli attacchi aerei alleati, venne abbandonato definitivamente dopo la cessazione delle ostilità.
Le unità giapponesi stanziate nell'aeroporto di Kahili comprendevano:
- 11ª Flotta aerea
- 201º Kokutai (A6M Zero)
- 204º Kokutai (A6M Zero)
- 582º Kokutai (D3A Val)
- Distaccamento della portaerei Hiyō (A6M Zero) fino al 15 dicembre 1942